# Live in Toronto (album, King Crimson)
Live in Toronto je koncertní album britské rockové skupiny King Crimson. Bylo vydáno v únoru 2016 vydavatelstvím Discipline Global Mobile v digitální podobě ke stažení a o několik týdnů později i jako dvojCD.
Deska ukazuje koncertní podobu sedmičlenných King Crimson po obnovení jejich činnosti v roce 2013, kdy se skupina vrátila převážně ke svému repertoáru z první poloviny 70. let 20. století. Na albu se nachází autentický audiozáznam celého koncertu (pouze s menšími dodatečnými úpravami), který se konal 20. listopadu 2015 v kanadském Torontu a který obsahoval i několik nových skladeb, které předtím nebyly na studiových albech vydány.

## Seznam skladeb
| Disk 1 | Disk 1                                             | Disk 1                                         | Disk 1                                  | Disk 1 |
| Pořadí | Název                                              | Autor                                          | Původní album                           | Délka  |
| ------ | -------------------------------------------------- | ---------------------------------------------- | --------------------------------------- | ------ |
| 1.     | Threshold Soundscape                               | Fripp, Levin, Collins                          | —                                       | 4:00   |
| 2.     | Larks' Tongues in Aspic: Part One                  | Cross, Fripp, Wetton, Bruford, Muir            | Larks' Tongues in Aspic (1973)          | 10:30  |
| 3.     | Pictures of a City                                 | Fripp, Sinfield                                | In the Wake of Poseidon (1970)          | 8:32   |
| 4.     | VROOOM                                             | Belew, Fripp, Levin, Gunn, Bruford, Mastelotto | THRAK (1995)                            | 5:19   |
| 5.     | Radical Action (To Unseat the Hold of Monkey Mind) | Jakszyk, Fripp                                 | —                                       | 3:21   |
| 6.     | Meltdown                                           | Jakszyk, Fripp                                 | —                                       | 4:51   |
| 7.     | The Hell Hounds of Krim                            | Harrison, Rieflin, Mastelotto                  | —                                       | 3:31   |
| 8.     | The ConstruKction of Light                         | Belew, Fripp, Gunn, Mastelotto                 | The ConstruKction of Light (2000)       | 6:45   |
| 9.     | Red                                                | Fripp                                          | Red (1974)                              | 6:47   |
| 10.    | Epitaph                                            | Fripp, McDonald, Lake, Giles, Sinfield         | In the Court of the Crimson King (1969) | 9:01   |

| Disk 2         | Disk 2                        | Disk 2                                      | Disk 2                                  | Disk 2 |
| Pořadí         | Název                         | Autor                                       | Původní album                           | Délka  |
| -------------- | ----------------------------- | ------------------------------------------- | --------------------------------------- | ------ |
| 1.             | Banshee Legs Bell Hassle      | Harrison, Rieflin, Mastelotto               | —                                       | 1:44   |
| 2.             | Easy Money                    | Fripp, Wetton, Palmer-James                 | Larks' Tongues in Aspic (1973)          | 8:34   |
| 3.             | Level Five                    | Belew, Fripp, Gunn, Mastelotto              | The Power to Believe (2003)             | 7:04   |
| 4.             | The Letters                   | Fripp, Sinfield                             | Islands (1971)                          | 5:39   |
| 5.             | Sailor's Tale                 | Fripp                                       | Islands (1971)                          | 6:57   |
| 6.             | Starless                      | Cross, Fripp, Wetton, Bruford, Palmer-James | Red (1974)                              | 15:19  |
| 7.             | The Court of the Crimson King | McDonald, Sinfield                          | In the Court of the Crimson King (1969) | 7:18   |
| 8.             | 21st Century Schizoid Man     | Fripp, McDonald, Lake, Giles, Sinfield      | In the Court of the Crimson King (1969) | 11:42  |
| Celková délka: | Celková délka:                | Celková délka:                              | Celková délka:                          | 126:56 |

## Obsazení
- Pat Mastelotto – bicí, elektronické bicí, perkuse
- Bill Rieflin – bicí, elektronické bicí, perkuse, syntezátor
- Gavin Harrison – bicí, perkuse
- Mel Collins – saxofon, flétna
- Tony Levin – baskytara, elektrický kontrabas, Chapman Stick, doprovodné vokály
- Jakko Jakszyk – kytara, zpěv
- Robert Fripp – kytara, kytarový syntezátor, klávesy, Soundscapes